# Xuân Sơn (phường)
Xuân Sơn là một phường thuộc thành phố Đông Triều, tỉnh Quảng Ninh, Việt Nam.

## Địa lý
Phường Xuân Sơn nằm ở trung tâm thành phố Đông Triều, có vị trí địa lý:
- Phía đông giáp phường Bình Khê và phường Kim Sơn
- Phía tây giáp phường Đức Chính và phường Hưng Đạo với ranh giới là sông Cầm
- Phía nam giáp phường Hưng Đạo với ranh giới là sông Cầm
- Phía bắc giáp phường Tràng An.

Phường Xuân Sơn có diện tích 6,60 km², dân số năm 2014 là 6.564 người, mật độ dân số đạt 995 người/km².

## Hành chính
Phường Xuân Sơn được chia thành 7 khu phố: Đông Sơn, Mễ Sơn, Xuân Cầm, Xuân Viên 1, Xuân Viên 2, Xuân Viên 3, Xuân Viên 4.

## Lịch sử
Trước đây, Xuân Sơn là một xã thuộc huyện Đông Triều.
Ngày 11 tháng 3 năm 2015, Ủy ban Thường vụ Quốc hội ban hành Nghị quyết số 891/NQ-UBTVQH13 về việc:
- Thành lập thị xã Đông Triều thuộc tỉnh Quảng Ninh.
- Thành lập phường Xuân Sơn thuộc thị xã Đông Triều trên cơ sở toàn bộ 659,76 ha diện tích tự nhiên và 6.564 người của xã Xuân Sơn.

Ngày 28 tháng 9 năm 2024, Ủy ban Thường vụ Quốc hội ban hành Nghị quyết số 1199/NQ-UBTVQH15 về việc sắp xếp đơn vị hành chính cấp huyện, cấp xã của tỉnh Quảng Ninh giai đoạn 2023 – 2025 (nghị quyết có hiệu lực từ ngày 1 tháng 11 năm 2024). Theo đó, thành lập thành phố Đông Triều thuộc tỉnh Quảng Ninh. Phường Xuân Sơn trực thuộc thành phố Đông Triều.

## Kinh tế
Chủ yếu là nông nghiệp trồng lúa và hoa màu. Hiện nay, công nghiệp vật liệu xây dựng và các ngành dịch vụ được đầu tư phát triển mạnh.

## Giao thông
Trên địa bàn phường có quốc lộ 18 đi qua.